# Wohnungseigentumsgesetz 2002
Das Bundesgesetz über das Wohnungseigentum (Wohnungseigentumsgesetz 2002 – WEG 2002) regelt seit dem 1. Juli 2002 das Wohnungseigentumsrecht in Österreich.
Das WEG 2002 hat das Wohnungseigentumsgesetz 1975 (WEG 1975) ersetzt. Bestimmte Vorschriften des WEG 1975 gelten jedoch für vor dem Inkrafttreten des WEG 2002 begründete Rechtsverhältnisse weiter (§ 55–57 WEG 2002).
Das WEG 2002 regelt insbesondere die Rechtsform des Wohnungseigentums wie die Voraussetzungen, die Begründung, den Erwerb und das Erlöschen von Wohnungseigentum, die Rechte und Pflichten der Wohnungseigentümer, die Verwaltung der Liegenschaft, die Eigentümergemeinschaft und das wohnungseigentumsrechtliche Außerstreitverfahren (§ 1 WEG 2002).

## Änderungen gegenüber dem Wohnungseigentumsgesetz 1975
Die wesentlichen Bestandteile des WEG 1975 blieben im WEG 2002 zwar erhalten, dennoch gab es eine Neuordnung der Paragraphen und einige wesentliche Neuerungen. Die wichtigsten sind:
- Neugestaltung des gemeinsamen Wohnungseigentums der Ehegatten zur nunmehrigen Eigentümerpartnerschaft,
- neue Regelung zur Anfechtung von Beschlüssen,
- neue Vorgaben zur Willensbildung, insbesondere zu Beschlüssen, die im Umlaufverfahren getroffen werden,
- Verpflichtung des Verwalters zur Einberufung einer Eigentümerversammlung alle zwei Jahre,
- Möglichkeit zur Bestellung eines Eigentümervertreters, der die Interessen der Eigentümer dem Verwalter gegenüber vertritt und
- überarbeitete Regelungen zur Benützungsvereinbarung.

## Gliederung
Das Wohnungseigentumsgesetz 2002 ist in 64 Paragraphen in zwölf Abschnitten sowie zwei Artikel gegliedert.
Die Abschnitte sind wie folgt unterteilt:
- 1. Abschnitt: Regelungsgegenstand und Begriffsbestimmungen
- 2. Abschnitt: Begründung und Erwerb von Wohnungseigentum
- 3. Abschnitt: Nutzfläche, Nutzwert, Mindestanteil
- 4. Abschnitt: Eigentümerpartnerschaft
- 5. Abschnitt: Nutzung der Wohnungseigentumsobjekte und der allgemeinen Teile der Liegenschaft
- 6. Abschnitt: Eigentümergemeinschaft, Verwalter, Vorzugspfandrecht
- 7. Abschnitt: Verwaltung der Liegenschaft
- 8. Abschnitt: Beendigung von Wohnungs- und Miteigentum
- 9. Abschnitt: Schutz des Wohnungseigentumsbewerbers
- 10. Abschnitt: Vorläufiges Wohnungseigentum des Alleineigentümers
- 11. Abschnitt: Verfahrens- und gebührenrechtliche Bestimmungen
- 12. Abschnitt: Schluss- und Übergangsbestimmungen

## Wohnungseigentumsobjekte und Verbücherung
Ein Wohnungseigentumsobjekt ist nach § 2 Abs. 2 WEG 2002 eine Wohnung oder eine sonstige selbständige Räumlichkeit (z. B. ein Geschäft, eine Ordination, aber auch ein Reihenhaus) oder ein Abstellplatz für Kraftfahrzeuge (sowohl in einer Tiefgarage, in Form eines Carports oder einer freistehenden Garage oder im Freien), an denen Wohnungseigentum begründet wurde. Die Begründung von Wohnungseigentum ist nur möglich, wenn die Räumlichkeit selbständig nutzbar ist. Zum Beispiel muss ein Objekt somit durch eine eigene Eingangstür erreichbar sein und darf nicht hinter einem anderen Objekt liegen.
Weiters kann mit einem Wohnungseigentumsobjekt Zubehör, welches nicht direkt an das Objekt angeschlossen ist (wie zum Beispiel ein Kellerabteil oder ein Garten), verbunden werden. In diesem Fall ist der Eigentümer des Wohnungseigentumsobjektes auch zur Nutzung des Zubehörs berechtigt. Bis zur Novelle des WEG im Jahr 2002 wurden auch Parkplätze in der Regel als Zubehör und nicht als selbständige Wohnungseigentumsobjekte ausgewiesen. Seitdem können Parkplätze wie andere Wohnungseigentumsobjekte veräußert werden, wobei in den ersten drei Jahren nach der Begründung von Wohnungseigentum Einschränkungen herrschen.

### Verbücherung
Damit die Eigentümer und ihre Wohnungseigentumsobjekte im Grundbuch eingetragen (verbüchert) werden können, müssen für jedes der Wohnungseigentumsobjekte die Miteigentumsanteile der Liegenschaft ermittelt werden. Dies geschieht in einem sogenannten Nutzwertgutachten (auch Parifikat), welches gemäß § 9 WEG 2002 von einem Ziviltechniker für Hochbau oder einem allgemein beeideten und gerichtlich zertifizierten Sachverständigen für das Hochbau- oder Immobilienwesen erstellt werden muss. In diesem Gutachten erhält jedes der Wohnungseigentumsobjekte eine konkrete Bezeichnung und einen ideellen Eigentumsanteil (Nutzwert bzw. Mindestanteil) an der Gesamtliegenschaft, der anhand von verschiedenen Faktoren wie zum Beispiel der Lage und der Größe ermittelt wird.
Gemeinsam mit dem Nutzwert wird auch ein ausschließliches und untrennbar mit dem Anteil verbundenes Nutzungsrecht des jeweiligen Wohnungseigentumsobjektes ins Grundbuch eingetragen, was den wesentlichen Unterschied zwischen Wohnungseigentum und schlichtem Miteigentum darstellt. Grundlage für die Eintragung im Grundbuch ist sowohl das Nutzwertgutachten als auch der zwischen den Eigentümern abgeschlossene Wohnungseigentumsvertrag.
Das Wohnungseigentum kann wie jedes andere grundbücherliche Eigentum grundsätzlich ohne Zustimmung der Miteigentümer veräußert, vermietet, verpachtet, belastet oder vererbt werden.

### Eigentümerpartnerschaft
Eine Sonderform des Wohnungseigentums bildet die Eigentümerpartnerschaft (in § 13 WEG 2002 als Gemeinsames Wohnungseigentum der Partner beschrieben). Hierbei handelt es sich um die Weiterentwicklung des bereits im WEG 1975 verankerten gemeinsamen Wohnungseigentums von Ehegatten, wobei die Eigentümerpartnerschaft aus zwei beliebigen natürlichen Personen gebildet werden kann. Hierbei hält jeder Eigentümer einen halben Mindestanteil des jeweiligen Wohnungseigentumsobjektes. Für Verbindlichkeiten aus dem Wohnungseigentum haften beide Partner zur ungeteilten Hand, weiters können beide Eigentumsanteile nur gemeinsam belastet werden. Die Eigentümer können nur gemeinsam über die Nutzung des Wohnungseigentumsobjektes verfügen und zum Beispiel ihr Stimmrecht bei Eigentümerversammlungen nur gemeinsam ausüben.

### Wohnungseigentumsbewerber und Wohnungseigentumsorganisator
Wird an einer Liegenschaft zum ersten Mal Wohnungseigentum begründet und können die Nutzwerte noch nicht ins Grundbuch eingetragen werden (z. B. im Falle eines Bauträgervertrages), kann auf Antrag einer der beiden Vertragsparteien im Grundbuch vermerkt werden, dass die Einräumung von Wohnungseigentum erfolgt ist und eine entsprechende Aufschrift im Grundbuchsblatt eingetragen werden. In diesem Fall werden die zukünftigen Wohnungseigentümer als Wohnungseigentumsbewerber und der Bauträger oder anderweitige Verkäufer der Objekte als Wohnungseigentumsorganisator bezeichnet. Ein Wohnungseigentumsbewerber kann über seine Bestände dennoch frei verfügen und sie zum Beispiel verkaufen oder belasten. Die Eintragung der Einräumung von Wohnungseigentum kann auch bei späterer Veräußerung von Objekten erfolgen.

## Eigentümergemeinschaft
Zur Verwaltung der allgemeinen Teile der Liegenschaft bilden alle Wohnungseigentümer gemäß § 18 WEG 2002 die Eigentümergemeinschaft (abgekürzt häufig ETG oder veraltend WEG). Im Rahmen der Verwaltung kann sie Rechte und Verbindlichkeiten eingehen, klagen und geklagt werden.

### Verwalter
Zur Vertretung der Eigentümergemeinschaft kann eine nach Miteigentumsanteilen zu berechnende Mehrheit der Wohnungseigentümer einen Verwalter (oft auch als Hausverwalter bzw. Hausverwaltung bezeichnet) bestellen. Dieser vertritt die Eigentümergemeinschaft gegenüber Dritten, wie zum Beispiel Unternehmen oder Behörden. Ist kein Verwalter bestellt kommt die Vertretung der Eigentümergemeinschaft einer ebenfalls nach Miteigentumsanteilen zu berechnenden Mehrheit der Eigentümer zu, in diesem Fall ist für die Zustellung der an die Eigentümergemeinschaft gerichteten Schriftstücke (wie z. B. Rechnungen über die Grundsteuer) der im Grundbuch erstgenannte Eigentümer bevollmächtigt. Weiters kann jeder, der daran Interesse an einer ordentlichen Vertretung der Eigentümergemeinschaft haben könnte (wie z. B. das Gemeindeamt), die Bestellung eines vorläufigen Verwalters beim Gericht beantragen. Zur Auflösung von bestehenden Verwaltungsverträgen wurden im § 21 WEG 2002 umfassende Regelungen getroffen. Jede Art von Verwalter wird im WEG 2002 dazu verpflichtet, Weisungen der einer anteilsmäßigen Mehrheit der Eigentümer zu befolgen, sofern diese nicht gesetzeswidrig sind. Der Verwalter ist zudem für Dritte immer der uneingeschränkte Vertreter der Eigentümergemeinschaft.
Die wichtigsten Aufgaben des Verwalters sind:
- Die Einhebung von Vorauszahlungsbeiträgen zur Deckung der laufenden Aufwendungen, wie zum Beispiel Betriebs- und Heizkosten, sowie die Einmahnung der Außenstände,
- die Erstellung der Jahresabrechnung über die laufenden Aufwände (Betriebskostenabrechnung), eventuell die Erstellung der Heizkostenabrechnung (gegebenenfalls nach dem Heizkostenabrechnungsgesetz) sowie die Erstellung der Rücklagenabrechnung,
- die Erstellung der Vorausschau über die zu erwartenden Aufwendungen,
- die Evidenzhaltung aller für das Gebäude und die Liegenschaft wichtigen Akten, wie zum Beispiel Energieausweise, Baubescheide und Polizzen und
- die Beauftragung und Überwachung von Professionistenleistungen und die Beauftragung und Überwachung eventueller Bediensteter.

Der Verwalter nimmt in manchen Fällen auch eine beratende und vermittelnde Rolle gegenüber und zwischen den Eigentümern ein.
Mit dem WEG 2002 wurde zudem die Bestellung eines Eigentümervertreters ermöglicht, der die Eigentümergemeinschaft gegenüber dem Verwalter vertritt (z. B. im Falle eines Streites über die Höhe des Verwalterhonorars). Dieser ist ebenfalls mit einer anteilsmäßigen Mehrheit zu bestellen. Der Eigentümervertreter muss Miteigentümer der jeweiligen Liegenschaft sein.
Sowohl die Bestellung eines Verwalters als auch die Bestellung eines Eigentümervertreters kann auf Antrag im Grundbuch eingetragen werden.

### Willensbildung und Eigentümerversammlung
Die nach Miteigentumsanteilen zu berechnende Mehrheit der Wohnungseigentümer entscheidet grundsätzlich willensbildende Fragen, sofern im WEG 2002 keine anderweitige gesetzliche Regelung getroffen wurde. Eine Entscheidung kann entweder in der Eigentümerversammlung oder im Rahmen einer schriftlichen Befragung aller Eigentümer getroffen werden. Eigentümer können ihr Stimmrecht in der Sache verlieren, wenn ein wirtschaftliches oder familiäres Naheverhältnis vorliegt oder sie gemäß § 36 WEG 2002 aus der Gemeinschaft ausgeschlossen wurden. Nicht abgegebene Stimmen zählen immer als Gegenstimmen, somit gibt es eigentlich keine Enthaltungen. Ergibt sich eine gleiche Anzahl an Stimmen für und gegen eine Sache löst das Gericht diese Pattsituation. Ist eine Entscheidung gefallen, wird diese im WEG 2002 als Beschluss, der Prozess der Willensbildung als Beschlussfassung, bezeichnet. Beschlüsse können einen Monat nach Bekanntmachung durch Anschlag im Stiegenhaus (bzw. an einer für alle Wohnungseigentümer deutlich sichtbaren Stelle des Hauses) beim Gericht im Außerstreitverfahren beeinsprucht werden.
Grundsätzlich sieht das WEG 2002 in § 25 die Willensbildung in einer Eigentümerversammlung (oft als Hausversammlung bezeichnet) vor. Diese ist spätestens alle zwei Jahre oder auf Verlangen von drei Eigentümern, die zusammen ein Viertel der Miteigentumsanteile halten, vom Verwalter einzuberufen. Darüber hinaus kann jeder Eigentümer selbst eine Eigentümerversammlung einberufen. Die Einladung zur Eigentümerversammlung sowie die zur Beschlussfassung anstehenden Fragen müssen zwei Wochen vor dem Termin den Eigentümern kundgemacht werden. Der Verwalter hat ein Protokoll über die Eigentümerversammlung (erschienene Teilnehmer, Wortmeldungen etc.) zu führen und dieses den Eigentümern zukommen zu lassen. In der Praxis ist es häufig der Fall, dass der Verwalter die Eigentümerversammlung auch moderiert.

### Ordentliche Verwaltung
Als ordentliche Verwaltung bezeichnet das WEG 2002 im Wesentlichen Maßnahmen, die zur Erhaltung der allgemeinen Teile der Liegenschaft notwendig sind. Das betrifft zum Beispiel notwendige Reparaturen und Sanierungen an allgemeinen Gebäudeteilen wie der Fassade oder dem Dach, die Einhebung der Rücklage gemäß § 31 WEG 2002, die Aufnahme eines Darlehens, den Abschluss von Versicherungsverträgen, den Erlass einer Hausordnung (jedenfalls zu unterscheiden von der Gemeinschaftsordnung), die Bestellung und Abberufung des Verwalters oder Eigentümervertreters etc. Zur Erhaltung der allgemeinen Teile der Liegenschaft zählt auch die laufende Pflege und Instandhaltung, zum Beispiel durch einen Hausbesorger oder ein dafür beauftragtes Unternehmen. In Sachen der ordentlichen Verwaltung entscheidet eine anteilsmäßige Mehrheit der Eigentümer, der Verwalter hat somit deren Weisungen zu befolgen, ist ansonsten aber nicht dazu verpflichtet, für die Umsetzung von Maßnahmen die Zustimmung der Eigentümer per Beschluss einzuholen.
Im Rahmen der ordentlichen Verwaltung können Mietverträge über allgemeine Liegenschaftsteile mit Eigentümern und Dritten abgeschlossen werden und werden im § 28 WEG 2002 Regelungen zur Kündigung von solchen Mietverträgen in Bezug auf Parkplätze getroffen.

### Außerordentliche Verwaltung
Über die ordentliche Verwaltung hinausgehende Entscheidungen werden im Rahmen der außerordentlichen Verwaltung getroffen. Das betrifft zum Beispiel den Anbau eines Vordaches am Hauseingang oder den Einbau eines neuen Heizsystems. Es entscheidet auch in diesem Fall die anteilsmäßige Mehrheit der Eigentümer, im Unterschied zum WEG 1975, wo eine Zustimmung aller Eigentümer notwendig war.
Innerhalb von drei Monaten nach Bekanntmachung des Beschlusses kann jeder Eigentümer die Aufhebung des Beschlusses beim Gericht beantragen. Das Gericht muss den Beschluss aufheben, wenn die getroffene Entscheidung den Antragssteller maßgeblich beeinträchtigen würde, außer wenn diese Beeinträchtigung finanziell abgegolten werden kann. Weiters ist der Beschluss aufzuheben, wenn die dafür anfallenden Kosten nicht aus der Rücklage gedeckt werden können. Tragen jene Eigentümer, die sich für die Umsetzung der Maßnahme ausgesprochen haben, die Kosten selbst, ist der Beschluss nicht aufzuheben, ebenso nicht, wenn die Veränderung allen Eigentümern einen eindeutigen Vorteil gebietet (z. B. Einbau von neuen, lärmschützenden Fenstern).

### Rücklage
Die Eigentümergemeinschaft wird für die Finanzierung von zukünftigen Reparatur- und Sanierungsarbeiten in § 31 WEG 2002 zur Ansparung einer Rücklage (oft als Instandhaltungsfonds, Instandhaltungsrücklage oder Reparaturrücklage bezeichnet) verpflichtet. Für die Einhebung der Beiträge, die Entnahme von Mitteln für die Finanzierung von Aufwendungen und die Abrechnung der Rücklage ist der Verwalter zuständig. Die Eigentümergemeinschaft ist auch zur Nachzahlung von Fehlbeträgen verpflichtet, falls die Rücklage einen negativen Saldo aufweist.

### Aufteilung und Abrechnung von Aufwendungen und Erträgnissen
Alle Aufwendungen und auch die Beiträge zur Rücklage sind gemäß § 32 WEG 2002 von allen Eigentümern im Verhältnis ihrer Miteigentumsanteile zu tragen. Es bestehen Ausnahmen für Gebäude, in denen vor der Begründung von Wohnungseigentum Objekte vermietet wurden. Erträgnisse aus allgemeinen Teilen der Liegenschaft (z. B. aus der Vermietung von Parkplätzen) werden ebenfalls anteilsmäßig auf alle Eigentümer aufgeteilt. Alle Eigentümer können gemeinsam sowohl für Aufwendungen als auch für Erträgnisse davon abweichende Verteilungsverhältnisse festlegen, wenn es zweckmäßig ist (so dass z. B. Kosten für die Erhaltung einer Tiefgarage nur die Eigentümer von Parkplätzen in dieser Garage tragen).
Weiters kann mit Zustimmung von Eigentümern von zwei Dritteln der Miteigentumsanteile eine Aufteilung der Aufwendungen nach Verbrauchswerten, die zum Beispiel über Zählvorrichtungen ermittelt werden, festgelegt werden, wenn ein Einbau von Zählvorrichtungen möglich und wirtschaftlich sinnvoll ist. Alle Eigentümer sind in diesem Fall zur Mitwirkung an der Feststellung der Verbrauchswerte verpflichtet, indem sie zum Beispiel einmal jährlich die entsprechenden Zählerstände ablesen müssen. Können Verbrauchsanteile für mehr als 20 Prozent der Nutzfläche nicht ermittelt werden, ist eine solche Abrechnung nicht mehr zulässig (eine ähnliche Bestimmung findet sich im Heizkostenabrechnungsgesetz), darunter dürfen solche Verbrauchsanteile berechnet oder geschätzt werden.
Sind Aufwendungen den Benutzern von Gemeinschaftsanlagen direkt zuordenbar, kann eine anteilsmäßige Mehrheit der Eigentümer eine Direktverrechnung (z. B. über Münzautomaten) beschließen. Solche Erträgnisse sind ebenfalls wie oben beschrieben abzurechnen.
Gemeinsam mit den Aufteilungsschlüssen ist es allen Eigentümern auch möglich, von der Gesamtliegenschaft abweichende Abstimmungseinheiten festzulegen. Die jeweils geänderten Abrechnungs- und Abstimmungseinheiten sowie sonstige Vereinbarungen hinsichtlich Kostenabrechnung können auf Antrag im Grundbuch eingetragen werden.
Der Verwalter ist zur vereinbarungsgemäßen Abrechnung der Kosten innerhalb von sechs Monaten nach Ende der Abrechnungsperiode verpflichtet. Die Abrechnungsperiode ist üblicherweise ein Kalenderjahr, geändert werden kann dies aber durch eine Vereinbarung aller Eigentümer oder das Gericht. Der Verwalter hat nach Übermittlung der Abrechnung an die Eigentümer Einsicht in die Belege (z. B. Eingangsrechnungen) zu gewähren, die der Abrechnung zugrunde liegen. Wird die Abrechnung nicht ordnungsgemäß erstellt, kann das Gericht Geldstrafen in Höhe von bis zu 6.000 Euro verhängen.
Bei der Abrechnung werden die von den Eigentümern geleisteten Vorauszahlungen den tatsächlichen Aufwendungen und Erträgnissen gegenübergestellt. Daraus ergibt sich entweder ein Fehlbetrag (häufig als Nachforderung bezeichnet) oder ein Überschussbetrag (häufig als Guthaben bezeichnet). Diese sind anschließend von den Eigentümern auszugleichen, entweder durch eine Einzahlung des Fehlbetrages oder eine Reduzierung der Vorauszahlung zum Ausgleich des Guthabens. In der ÖNORM A 4000 werden Richtlinien für die Erstellung der Abrechnung festgelegt, unter anderem wird die Strukturierung in eine Langfassung, eine Kurzfassung und die Belegsammlung empfohlen.

### Ausschließung von Eigentümern
Wohnungseigentümer können gemäß § 36 WEG 2002 aus der Eigentümergemeinschaft ausgeschlossen werden, wenn sie ihren Pflichten aus der Gemeinschaft nicht nachkommen (z. B. keine Zahlungen leisten), das Wohnungseigentumsobjekt oder allgemeine Teile der Liegenschaft aktiv oder passiv beschädigt oder ungehöriges Verhalten gegenüber Mitbewohnern an den Tag legt beziehungsweise Straftaten gegen diese begeht. Die Bestimmung hinsichtlich dem Verhalten gilt bei nicht vom Eigentümer selbst bewohnten Wohnungen auch für die Bewohner der Wohnung, sofern der Eigentümer es unterlässt, dieses Verhalten zu vereiteln (im Falle eines Mietverhältnisses z. B. auch durch eine Kündigung).
Ein Antrag auf Ausschließung ist in Form einer Klage von einer Mehrheit der Eigentümer beim Gericht zu stellen. Drei Monate nach Rechtskraft eines entsprechenden Urteils kann jeder Miteigentümer die Zwangsversteigerung gemäß Exekutionsordnung des jeweiligen Wohnungseigentumsobjektes beantragen.
Weiters regelt das WEG 2002 Bestimmungen, die es auch einzelnen übermäßig beeinträchtigten Eigentümern ermöglichen, eine Ausschlussklage zu betreiben.

### Umsatzsteuerrechtliche Bewertung
Die Umsätze der Eigentümergemeinschaft sind gemäß § 6 Abs. 1 Z 17 UStG 1994 grundsätzlich von der Umsatzsteuer befreit. Es ist der Eigentümergemeinschaft allerdings möglich, in die Regelbesteuerung zu optieren. In diesem Fall wird die Eigentümergemeinschaft aus umsatzsteuerrechtlicher Sicht wie ein Betrieb behandelt. Die monatlichen Vorauszahlungen sowie die in der Abrechnung festgestellten tatsächlichen Kosten der Eigentümer sind für Betriebs-, Verwaltungs- und Warmwasserkosten für Wohnraum mit zehn Prozent, alle anderen Umsätze mit 20 Prozent Umsatzsteuer zu besteuern. Einzahlungen in die Rücklage sind grundsätzlich nicht umsatzsteuerpflichtig, werden finanzielle Mittel aus der Rücklage entnommen, um Arbeiten zu finanzieren, sind die entnommenen Mittel anteilsmäßig mit zehn Prozent Umsatzsteuer für Wohnraum und mit 20 Prozent Umsatzsteuer für sonstige Eigentumsanteile zu besteuern.

## Verhältnis der Miteigentümer
Das Verhältnis der Miteigentümer zwischen einander geht über die gemeinsame Bildung der Eigentümergemeinschaft und Gestaltung im Rahmen dieser hinaus. Schließlich ist man gemeinsam Eigentümer einer Liegenschaft, wodurch man für viele im Alleineigentum problemlos durchführbaren Änderungen (insbesondere Umbauarbeiten) die Zustimmung der restlichen Eigentümer einholen muss.

### Änderung und Instandhaltung des Wohnungseigentumsobjektes
Jeder Eigentümer ist zur Änderung seines Wohnungseigentumsobjektes berechtigt. Dabei hat er darauf zu achten, dass das Haus nicht beschädigt wird (z. B. indem er eine tragende Wand entfernt), keine Interessen anderer Eigentümer beeinträchtigt werden und keine Gefahren für andere Personen entstehen können. Zudem darf die Außenerscheinung des Gebäudes nicht verändert werden. Unter eine Veränderung der Außenerscheinung fällt beispielsweise auch die Montage von Sonnenschutzvorrichtungen wie Markisen oder Sonnensegeln. Für eine solche Montage ist die schriftliche Zustimmung der restlichen Eigentümer einzuholen, da eine derartige Vorrichtung nach der Montage zu den allgemeinen Gebäudeteilen zählt und daher die anderen Eigentümer auch für die Instandhaltung aufkommen müssen.
Ist eine behördliche Genehmigung für die Änderung erforderlich, müssen die restlichen Eigentümer ihre Zustimmung dazu geben, sofern die oben genannten Punkte erfüllt sind. Auch die Änderung der Widmung ist mit Zustimmung der restlichen Wohnungseigentümer möglich (z. B. Umbau einer Wohnung in ein Geschäftslokal).
Jeder Eigentümer ist dazu verpflichtet, sein Wohnungseigentumsobjekt und dazu gehörende Anlagen wie zum Beispiel Wasser-, Strom- und Gasleitungen instand zu halten und zu warten. Ebenfalls ist er zur Duldung von Arbeiten in seinem Wohnungseigentumsobjekt verpflichtet, sofern diese der Instandhaltung der allgemeinen Gebäudeteile und damit dem Interesse aller Eigentümer dienen.

### Benützungsregelung
Gemäß § 17 WEG 2002 können alle Eigentümer eine schriftliche Vereinbarung über die Benützung der allgemeinen Teile der Liegenschaft treffen. Zum Beispiel können die Eigentümer regeln, wer eine Rasenfläche oder einen Parkplatz nutzen darf oder die Montage von Kanzleischildern im Eingangsbereich oder eines Werbeplakates an einem Zaun für einen Eigentümer erlauben. Eine Benützungsregelung kann auch beim Gericht auf Antrag geregelt oder vom Gericht abgeändert werden. Während der Verhandlung über einen Antrag über eine neue Benützungsregelung ist der Beschluss einer vorläufigen Benützungsregelung durch Eigentümer von zwei Dritteln der Miteigentumsanteile möglich.
Eine Benützungsregelung kann auf Antrag im Grundbuch eingetragen werden.

### Minderheitsrechte
Jedem Eigentümer werden im § 30 WEG 2002 umfassende Minderheitsrechte zugestanden. Diese ergänzen die Rechte zur Anfechtung von Beschlüssen. Die Minderheitsrechte können jeweils mittels Antrag bei Gericht eingefordert werden. Die wichtigsten Minderheitsrechte sind:
- Der Auftrag, dass Arbeiten der ordentlichen Verwaltung zeitnah (binnen einer angemessenen Frist) durchgeführt werden,
- dass eine angemessene Rücklage gebildet wird oder der festgelegte Beitrag zur Rücklage erhöht oder gesenkt wird,
- dass eine angemessene Feuer- oder Haftpflichtversicherung abgeschlossen wird,
- der Auftrag an den Verwalter zur Erfüllung seiner Pflichten oder die Auflösung des Verwaltungsvertrages,
- die Bestellung eines Verwalters oder eines vorläufigen Verwalters und
- die Aufhebung von Bestimmungen in einer Haus- oder Gemeinschaftsordnung.

Weiters kann sich ein einzelner Wohnungseigentümer auch gegen durch eine anteilsmäßige Mehrheit korrekt gefasste Beschlüsse wehren, wenn diese Mehrheit nur durch die Anteile eines einzigen Wohnungseigentümers (oder mehreren Personen, die miteinander in einem wirtschaftlichen oder familiären Verhältnis stehen) zustande gekommen ist und die beschlossenen Maßnahmen ihm einen unverhältnismäßigen Nachteil bringen würden. Ein Antrag auf Aufhebung eines solchen Beschlusses oder auf Rücknahme eventueller getroffener Maßnahmen ist innerhalb von drei Monaten nach Bekanntwerden beim Gericht zu stellen.

### Gemeinschaftsordnung
Gemäß § 26 WEG 2002 können alle Eigentümer eine Vereinbarung über die Einrichtung von Funktionen in der Eigentümergemeinschaft oder über die Willensbildung treffen. Das können zum Beispiel sogenannte Haussprecher für einzelne Gebäudeteile sein, die anschließend nach den in der Gemeinschaftsordnung festgelegten Regeln gewählt und abgewählt werden können. Jedenfalls ist die Gemeinschaftsordnung im WEG 2002 streng zu unterscheiden von der Gemeinschaftsordnung im deutschen Wohnungseigentumsrecht, welche eher dem österreichischen Wohnungseigentumsvertrag entspricht.